# Callaghan (Schiff, 1943)
Die USS Callaghan (DD-792) war ein zur Fletcher-Klasse gehörender Zerstörer der United States Navy. Der Zerstörer wurde im Zweiten Weltkrieg eingesetzt. Am 28. Juli 1945 wurde die USS Callaghan als letztes alliiertes Schiff des Krieges durch einen Kamikazeangriff versenkt.

## Namensgeber
Rear Admiral Daniel J. Callaghan (1890–1942) war Offizier der US Navy. Als Kommandeur der Task Group 67.4 fiel er am 13. Oktober 1942 in der Seeschlacht von Guadalcanal. Ihm wurde postum die Medal of Honor verliehen.

## Technik

### Rumpf und Antrieb
Der Rumpf der USS Callaghan war 114,7 m lang und 12,2 m breit. Der Tiefgang betrug 5,4 m, die Verdrängung 2.100 Tonnen. Der Antrieb des Schiffs erfolgte durch zwei Dampfturbinen von General Electric, der Dampf wurde in vier Kesseln von Babcock & Wilcox erzeugt. Die Leistung betrug 60.000 Wellen-PS, die Höchstgeschwindigkeit lag bei 35 Knoten.

### Bewaffnung und Elektronik
Hauptbewaffnung des Zerstörers waren bei Indienststellung die fünf 5″-L/38-Mk.30-Einzeltürme. Zur Flugabwehr befanden sich zehn 40-mm-Flugabwehrkanonen und zehn 20-mm-Geschütze an Bord.
Die USS Callaghan war mit Radar ausgerüstet. Am Mast über der Brücke waren ein SG- und ein SC-Radar montiert, mit denen Flugzeuge auf Entfernungen zwischen 15 und 30 Seemeilen und Schiffe in Entfernungen zwischen 10 und 22 Seemeilen geortet werden konnten. Zur Unterwasserortung war ein QC-Sonar eingebaut.

## Geschichte
Die USS Callaghan wurde am 21. Februar 1943 bei Bethlehem Shipbuilding Company in San Pedro auf Kiel gelegt und lief am 1. August 1943 vom Stapel. Taufpatin war die Witwe des Namensgebers, Mary Callaghan. Am 27. November 1943 wurde der Zerstörer unter dem Kommando von Commander F. J. Johnson in Dienst gestellt und dem Destroyer Squadron (DesRon) 55 der Pazifikflotte unterstellt.

### 1944
Am 5. Februar 1944 verließ die USS Callaghan die Westküste der Vereinigten Staaten und nahm im März an den Luftangriffen der 5. US-Flotte auf die Palauinseln, Yap-Inseln, Ulithi und Woleai teil. Im April operierte der Zerstörer von Manus aus und unterstützte die Operation Reckless und die Operation Persecution als Radarvorposten und als Eskorte der Tanker.
Die Callaghan wurde zwischen Juni und August 1944 als Schutz der Geleitflugzeugträger während der Landungen auf Saipan, Tinian und Guam eingesetzt. Am 17. Juni wehrte sie vor Saipan einen Luftangriff ab und half, drei angreifende Flugzeuge abzuschießen. Sie eskortierte die durch einen Bombentreffer beschädigte Fanshaw nach Eniwetok. Während der Luftangriffe Ende August gegen die Palauinseln, Mindanao, Luzon und die inneren Inseln der Philippinen war sie als Eskorte eingesetzt. Mitte Oktober war sie Teil der Task Force 38, die zur Vorbereitung der Rückeroberung der Philippinen japanische Flugplätze auf Formosa und Okinawa angriff. Am 3. November eskortierte sie den torpedierten Leichten Kreuzer Reno, bis sie abgelöst wurde und zu ihrer Einsatzgruppe zurückkehren konnte. Bis Mitte Dezember war sie an Luftangriffen gegen japanische Stellungen auf den Philippinen beteiligt.

### 1945
Im Januar führte die TF 38 Luftangriffe auf Formosa, Luzon, Indochina, Hongkong und die Nansei-Inseln durch. Während der nächsten Monate schützte die USS Callaghan die Flugzeugträger während der Angriffe auf Iwo Jima und die Umgebung von Tokio. Am Morgen des 18. Februar 1945 versenkte sie zusammen mit der USS Porterfield ein japanisches Vorpostenboot und war am 3. März am Angriff auf Okinotorishima beteiligt. Ende März traf sie in Ulithi auf die Schlachtschiffe der TF 58, mit denen sie am 26. März zur Vorbereitung der Landung auf Okinawa Küstenziele beschoss. Während des Einsatzes konnten ein Kleinst-U-Boot und drei Sturzkampfflugzeuge vernichtet werden.
Am 9. Juli 1945 nahm die USS Callaghan ihre Position in der Radarvorpostenkette vor Okinawa ein, mit der die amerikanischen Schiffe vor japanischen Luftangriffen gewarnt und geschützt werden sollten. Am 28. Juli konnte sie einen anfliegenden Doppeldecker, wahrscheinlich eine Yokosuka K5Y, abwehren. Konstruktionsbedingt funktionierten die Abstandszünder bei dem aus Holz gebauten Flugzeug nicht, und die Maschine nahm tief fliegend unbemerkt erneut Kurs auf den Zerstörer. Die USS Callaghan wurde an Steuerbord auf Höhe des hinteren Maschinenraums getroffen. Das an Bord ausgebrochene Feuer brachte die Munition der Flak zur Explosion und verhinderte, dass sich andere Schiffe zur Hilfeleistung nähern konnten. Um 2:35 Uhr sank der Zerstörer. 47 Mann verloren ihr Leben.

## Auszeichnungen
Die USS Callaghan erhielt acht Battle Stars.